# Lijst van voetbalinterlands Bermuda - Finland
Deze lijst van voetbalinterlands is een overzicht van alle officiële voetbalwedstrijden tussen de nationale teams van Bermuda en Finland. De landen speelden tot op heden een keer tegen elkaar: een vriendschappelijke wedstrijd op 25 november 1979 in Hamilton.

## Wedstrijden
| № | Plaats   | Datum            | Competitie        | Wedstrijd         | Uitslag |
| - | -------- | ---------------- | ----------------- | ----------------- | ------- |
| 1 | Hamilton | 25 november 1979 | Vriendschappelijk | Bermuda – Finland | 0 – 2   |

## Samenvatting
| Competitie        | Totaal gespeeld | Winst Bermuda | Gelijk | Winst Finland | Doelsaldo Bermuda – Finland |
| ----------------- | --------------- | ------------- | ------ | ------------- | --------------------------- |
| Vriendschappelijk | 1               | 0             | 0      | 1             | 0 − 2                       |
| Totaal            | 1               | 0             | 0      | 1             | 0 − 2                       |

Wedstrijden bepaald door strafschoppen worden, in lijn met de FIFA, als een gelijkspel gerekend.

## Details

### Eerste ontmoeting
| Vriendschappelijk (Hamilton, Bermuda, 25 november 1979): |              | |
| Bermuda                                                  | 0 – 2        | Finland |
|                                                          | goals        | ??' Jyrki Nieminen ??' Juhani Himanka |
|                                                          | bondscoach   | Esko Malm |
|                                                          | opstellingen | Pekka Hieta 46' Erkki Vihtilä Arto Tolsa Juha Helin Esko Ranta Hannu Turunen Kari Virtanen 46' Leo Houtsonen 46' Juhani Himanka Jyrki Nieminen Tuomo Hakala |
|                                                          | wissels      | 46' Aki Lahtinen 46' Ari Heikkinen 46' Antti Ronkainen |

BFA · A-internationals · Bondscoaches · Statistieken · Bermudaans vrouwenelftal · Bermuda U21 · Bermuda U20 · Bermuda U19 · Bermuda U17
1960 – 1969 · 
1970 – 1979 · 
1980 – 1989 · 
1990 – 1999 · 
2000 – 2009 · 
2010 – 2019 ·
2020 − 2029
1964 · 
1965 · 
1966 · 
1967 · 
1968 · 
1969 · 
1970 · 
1971 · 
1972 · 
1973 · 
1974 · 
1975 · 
1976 · 
1977 · 
1978 · 
1979 · 
1980 · 
1981 · 
1982 · 
1983 · 
1984 · 
1985 · 
1986 · 
1987 · 
1988 · 
1989 · 
1990 · 
1991 · 
1992 · 
1993 · 
1994 · 
1995 · 
1996 · 
1997 · 
1998 · 
1999 · 
2000 · 
2001 · 
2002 · 
2003 · 
2004 · 
2005 · 
2006 · 
2007 · 
2008 · 
2009 · 
2010 · 
2011 · 
2012 · 
2013 · 
2014 ·
2015 ·
2016 ·
2017 ·
2018 ·
2019 ·
2020 ·
2021 ·
2022 ·
2023 ·
2024
Amerikaanse Maagdeneilanden ·
Antigua en Barbuda ·
Aruba ·
Bahama's ·
Barbados ·
Belize ·
Britse Maagdeneilanden ·
Brunei ·
Canada ·
Costa Rica ·
Cuba ·
Denemarken ·
Dominica ·
Dominicaanse Republiek ·
El Salvador ·
Finland ·
Grenada ·
Guatemala ·
Guinee ·
Guyana ·
Haïti ·
Honduras ·
IJsland ·
Jamaica ·
Kaaimaneilanden ·
Mexico ·
Montserrat ·
Nederlandse Antillen ·
Nicaragua ·
Noorwegen ·
Panama ·
Puerto Rico ·
Saint Kitts en Nevis ·
Saint Lucia ·
Saint Vincent en de Grenadines ·
Suriname ·
Trinidad en Tobago ·
Venezuela ·
Verenigde Staten
Finse voetbalbond · A-internationals · Bondscoaches · Statistieken · Fins vrouwenelftal · Olympisch elftal · Finland U21 · Finland U20 · Finland U19 · Finland U18 · Finland U17 · Finland U16
1911 – 1919 ·
1920 – 1929 ·
1930 – 1939 ·
1940 – 1949 ·
1950 – 1959 ·
1960 – 1969 ·
1970 – 1979 ·
1980 – 1989 ·
1990 – 1999 ·
2000 – 2009 ·
2010 – 2019 ·
2020 − 2029
EK 2020
OS 1912 ·
OS 1936 ·
OS 1952 ·
OS 1980
1911 · 
1912 · 
1913 · 
1914 · 
1915 · 1916 · 1917 · 1918 · 
1919 · 
1920 · 
1921 · 
1922 · 
1923 · 
1924 · 
1925 · 
1926 · 
1927 · 
1928 · 
1929 · 
1930 · 
1931 · 
1932 · 
1933 · 
1934 · 
1935 · 
1936 · 
1937 · 
1938 · 
1939 · 
1940 · 
1941 · 
1942 · 
1943 · 
1944 · 
1945 · 
1946 · 
1947 · 
1948 · 
1949 · 
1950 · 
1952 · 
1952 · 
1953 · 
1954 · 
1955 · 
1956 · 
1957 · 
1958 · 
1959 · 
1960 · 
1961 · 
1962 · 
1963 · 
1964 · 
1965 · 
1966 · 
1967 · 
1968 · 
1969 · 
1970 · 
1971 · 
1972 · 
1973 · 
1974 · 
1975 · 
1976 · 
1977 · 
1978 · 
1979 · 
1980 · 
1981 · 
1982 · 
1983 · 
1984 · 
1985 · 
1986 · 
1987 · 
1988 · 
1989 · 
1990 · 
1991 · 
1992 · 
1993 · 
1994 · 
1995 · 
1996 · 
1997 · 
1998 · 
1999 · 
2000 · 
2001 · 
2002 · 
2003 · 
2004 · 
2005 · 
2006 · 
2007 · 
2008 · 
2009 · 
2010 · 
2011 · 
2012 · 
2013 · 
2014 · 
2015 · 
2016 · 
2017 · 
2018 ·
2019 ·
2020
Albanië ·
Algerije ·
Andorra ·
Armenië ·
Azerbeidzjan ·
Bahrein ·
Barbados ·
België ·
Bermuda ·
Bolivia ·
Bosnië en Herzegovina ·
Brazilië ·
Bulgarije ·
Canada ·
Chili ·
China ·
Colombia ·
Costa Rica ·
Cyprus ·
Denemarken ·
DDR ·
(West-)Duitsland ·
Ecuador ·
Egypte ·
Engeland ·
Estland ·
Faeröer ·
Frankrijk ·
Georgië ·
Griekenland ·
Honduras ·
Hongarije ·
Ierland ·
IJsland ·
India ·
Irak ·
Israël ·
Italië ·
Japan ·
Jemen ·
Joegoslavië ·
Jordanië ·
Kameroen ·
Kazachstan ·
Koeweit ·
Kosovo ·
Kroatië ·
Letland ·
Liechtenstein ·
Litouwen ·
Luxemburg ·
Maleisië ·
Malta ·
Marokko ·
Mexico ·
Moldavië ·
Montenegro ·
Nederland ·
Noord-Ierland ·
Noord-Korea ·
Noord-Macedonië ·
Noorwegen ·
Oekraïne · 
Oman ·
Oostenrijk ·
Peru ·
Polen ·
Portugal ·
Qatar ·
Roemenië ·
Rusland ·
San Marino ·
Saoedi-Arabië ·
Schotland ·
Servië ·
Servië en Montenegro ·
Singapore ·
Slovenië ·
Slowakije ·
Sovjet-Unie ·
Spanje ·
Thailand ·
Trinidad en Tobago ·
Tsjechië ·
Tsjecho-Slowakije ·
Tunesië ·
Turkije ·
Uruguay ·
Verenigde Arabische Emiraten ·
Verenigde Staten ·
Wales ·
Wit-Rusland ·
Zuid-Korea ·
Zweden ·
Zwitserland
België (2021) · 
Denemarken (2021) · 
Rusland (2021)